# Helmut Jacoby
Helmut Jacoby (* 31. Mai 1926 in Halle (Saale); † 7. September 2005 ebenda) war ein deutscher Architekt und einer der bekanntesten Architekturzeichner des 20. Jahrhunderts.

## Leben
Helmut Jacoby studierte Architektur in Stuttgart und an der Graduate School of Design in Harvard. Nach dem Studium spezialisierte sich Jacoby auf die Erstellung von Architekturzeichnungen und -grafiken. Hierbei arbeitete er mit Architekten wie Norman Foster, Frank Gehry, Philip Johnson, Ieoh Ming Pei, Helmut Jahn, Eero Saarinen, Ludwig Mies van der Rohe, Walter Gropius und Marcel Breuer zusammen. Jacoby machte sich 1956 in Manhattan selbständig. Philip Johnson gilt als sein Entdecker. Mit Norman Forster verband ihn eine über 30-jährige Freundschaft. 1968 kehrte er nach Deutschland zurück und ließ sich in Wiesbaden nieder. Nach der Wende übersiedelte er in seine Heimatstadt Halle (Saale).
Beispiele namhafter Bauwerke, die er grafisch darstellte, sind:
- Boston Government Center (1964)
- Hongkong & Shanghai Bank in Hongkong (1979)
- Reichstagskuppel in Berlin (1992)
- Willy-Brandt-Haus in Berlin (1993)

Jacoby war zweimal verheiratet und hatte zwei Kinder.